# Berliet VUC
Samochód pancerny Berliet VUC – francuski rozpoznawczy samochód pancerny z okresu międzywojennego.

## Historia
W 1929 roku armia francuska opracowała listę pojazdów terenowych, która zamierzała kupić. Firma Berliet zaproponowała samochód pancerny na podwoziu budowanego już samochodu pancernego Berliet VUDB ze zmienionym nadwoziem oznaczony jako VUC. Wojsko zamówiła 4 prototypy tego samochodu, przy czym dwa miały być w wersji rozpoznawczej (oznaczony VUCL), jeden jako wóz dowodzenia (oznaczony VUCM) i jedne jako samochód terenowy (oznaczony VUCT), przy tym ten ostatni był nie opancerzony.
W 1931 roku wyprodukowała 4 pojazdy tego typu, które następnie w 1932 roku pojazdy te przeszły próby terenowe w ramach ćwiczeń wojskowych. Po czym dwa z nich VUCM i VUCT zwrócono do wytwórni, natomiast dwa w wersji rozpoznawczej VUCL skierowano do Algierii w celu dalszych prób. Natomiast firma zaniechała dalszej produkcji tych samochodów.

## Opis konstrukcji
Budowa Berliet VUCL jest tradycyjny z silnikiem z przodu. Nadwozie jest z blach pancerne o grubości 3 – 7 mm, nitowane. Na bokach blachy są zamontowane pionowo, przodzie i tyle pojazdu pod niewielkim kątem. Góra pojazdu była otwarta. Nad środkową częścią kadłuba zamontowano niską nadbudówkę w kształcie litery U, w której za prostokątną osłoną pancerną umieszczono karabin maszynowy FM 24/29 kal. 7,5 mm.
W wydłużonej przedniej części nadwozia znajdowała się komora silnika, w której zamontowano sześciocylindrowy, gaźnikowy, rzędowy silnik Berliet o mocy 50 KM, chłodzony cieczą. Skrzynia biegów umożliwiała jazdę do przodu z ośmioma biegami i do tyłu z dwóch. 
Na górze przedziału bojowego znajdowały się dwie składane osłony pancerne, montowane na zawiasach po obu stronach. Zwykle były otwarte i zamykane tylko w razie potrzeby. Fotel dowódcy pojazdu znajdował się z przodu po lewej stronie, a fotel kierowcy po prawej stronie. Widoczność zapewniały im okna obserwacyjne w pochyłej płycie czołowej, w górnej części burt oraz w płycie tylnej, wyposażone w okiennice pancerne.
Za komorą silnika znajdował się przedział sterowniczy, przykryty od góry wąskim częściowym dachem. Za pochyloną przednią płytą znajdowały się siedzenia kierowcy (po prawej) i dowódcy pojazdu (po lewej stronie). Obserwację terenu zapewniało trapezowe okno w pochylonej przedniej płycie pancerza, w sytuacji bojowej przysłaniane pancerną osłoną ze szczeliną widokową. Na lewo od okna kierowcy znajdowała się stanowisko strzelnicze, zamykana od wewnątrz pancerną płytą, w burtach i tylnej płycie kadłuba umieszczono sześć takich strzelnic, po dwie z każdej strony, które służyły zarówno do prowadzenia ostrzału z wnętrza pojazdu, jak i do obserwacji terenu na prawej burcie pojazdu. Pomiędzy otworami strzelniczymi znajdowały się prostokątne drzwi. 
Do jazdy nocnej samochód pancerny został wyposażony w dwa reflektory w pancernych obudowach w kształcie skrzynki z podnoszonymi osłonami. Trzeci reflektor można było dodatkowo zamontować po prawej stronie komory silnika.
Samochód miał napęd na wszystkie koła 4 x 4, tylne koła skrętne i niezależne zawieszenie na resorach piórowych, oponami pneumatycznymi Veil–Picard. Na środku kadłuba, na specjalnych wspornikach, zamontowano swobodnie obracające się koła zapasowe, które pomagały pokonywać pionowe przeszkody.

## Użycie
Samochody pancerne VUCL przekazano do użytku oddziałom Legii Cudzoziemskiej stacjonującym w Afryce Północnej, gdzie używano ich do szkolenia do 1941 roku. 